# ドメスティックバイオレンス
ドメスティック・バイオレンス（英: domestic violence、DV）は、家庭内、同居者間での暴力や攻撃的行動を指す、社会的および法的概念である。「ドメスティック」とは「家庭の」という意味であり、家庭内暴力とも訳される。典型的には、夫婦間やパートナー間の暴力であり、被害者は女性であることが多い。（以下DVと呼称する。ただし、英米では「DV」という略語は用いられていないと指摘されている。）
DVは、親密な関係において一方が他方に対して行う暴力で、親密なパートナーからの暴力の代名詞として使われることが多い。例えば、配偶者や恋人といった親密なパートナー、性的パートナー（元配偶者・元恋人を含む）による暴力である。本記事では、親密なパートナー・元パートナーからの暴力、虐待を中心に述べる。身体的虐待、性的虐待、心理的虐待などが複雑に重なり合い、長期的・反復的に行われる。

## 概要
DVは家庭内での暴力や攻撃的行動を指し、最も広義では、子どもや親、高齢者に対する暴力を含む。配偶者・パートナーからの暴力をDVと呼び、DV、児童虐待、高齢者虐待を含む家族間における暴力を総称してファミリー・バイオレンスと呼ぶこともある。未婚の恋人間で起こる暴力やハラスメント行為は、デートDVと呼ばれている。
DVが問題として認識されるようになったのは比較的最近のことで、1800年代初頭には、ほとんどの法制度では、妻という存在は夫の財産で労働力であり、妻を殴ることは、妻を管理する夫の特権の一部であると暗黙のうちに認められていた。家庭や恋人同士という私的な空間で起きる男性から女性への暴力（暴行やセクシュアル・ハラスメント等）は、長年に渡りありがちなこととして見逃されており、「多くの女性が経験している、日常性に埋没し、隠蔽されてきた問題」であった。DV、特に夫から妻への暴力が防止・解決すべき公的な問題だと考えられるようになったことには、近代西欧フェミニズムの功績が大きい。
1800年代のフェミニズム運動が世論に大きな変化をもたらし、19世紀末にはほとんどの裁判所が、夫が妻を「折檻する」権利を否定したが、現実的に被害女性が助けを求める先はほぼなく、警察もほとんどなにもしなかった。1970年代のフェミニズム運動で、夫から妻へ暴力の問題が明るみに出るようになった。フェミニストは被害女性に、声を上げるよう、DVの責任が被害者にあると考えないよう励ました。女性団体は警察にDVを他の暴行と同様に扱うよう働きかけ、被害者保護のためのシェルターが設立され、この問題に対する一般の意識が高まっていった。
世界的に、DVの被害者は圧倒的に女性が多く、女性に対するドメスティックバイオレンスはより深刻な傾向にある。典型的なDVの加害男性は、被害女性が家を出ようとすると、暴力的・復讐的になる傾向があり、被害者は報復を恐れ、通報することをためらう。多くの被害女性が、告訴したり、保護命令がもうすぐ出るという時に、加害男性に殺害されている。
DVは、世界で最も報告されることの少ない犯罪のひとつである。 男性に対するドメスティックバイオレンスは、女性に比べて頻度・深刻度は低い。ただし、男性の被害に対する社会的偏見や嘲笑への恐れのために、通報されにくく、男性向けの支援サービスは少なく、医療関係者が見過ごす可能性も高い。
DVは多くの場合、加害者が配偶者・パートナーを暴行・虐待する権利が自分にあると信じている、あるいは、そうした行為が容認され、正当化され、通報される可能性が低いと信じているときに起こる。DVがある日常を送ることが、子どもや他の家族に虐待を容認させ、あるいは容認されていると感じさせ、虐待の世代間連鎖を引き起こす可能性がある。被害者・加害者の多くは、このような経験を制御不能になった家族間の葛藤であると考え、自分たちが虐待の加害者・被害者であると認識していない。加害者は様々な社会経済的、文化的、教育的背景を持っているが、貧困のストレスや、アルコール依存症、薬物乱用もこの問題の一因となっている。

## 語源と定義
家庭内での暴力を意味するドメスティック・バイオレンスという言葉が、現在使われている意味・文脈で初めて使用されたのは、イギリスの政治家ジャック・アシュレイが1973年に議会で行った演説である。アシュレイは演説で、夫から妻への身体的暴力の深刻さ、警察や福祉の保護の欠如、世間の無関心を訴え、1971年にDVシェルターを創始したエリン・ピジーの活動に言及した。この言葉は、以前は主に内乱を意味しており、外国勢力による国際的な暴力とは対照的な、国内（ドメスティック）からの暴力を指していた。
DVは伝統的に、主に身体的暴力と関連するものと捉えられてきた。妻の虐待、妻の殴打、妻打ち、殴打された女などの用語が使用されていたが、妻だけでなく、未婚のパートナーや、身体的ではない虐待、女性による虐待、同性間での虐待も含めるよう取り組みが進み、それによりDVという言葉の人気は低下した。DVは現在、家族または親密なパートナーによって行われる「身体的、性的、心理的または経済的な暴力のすべての行為」を含むよう、広く定義されるのが一般的である。
親密なパートナー間の暴力は、DV（家庭内暴力）、または家庭内虐待とも呼ばれるが、具体的には、カップルの関係（結婚、同棲、同棲していない親密なパートナーなど）の間で起こる暴力である。世界保健機関（WHO）はこれに、虐待の一形態として支配的な振る舞いを加えている。親密なパートナー間の暴力は、異性関係や同性関係で観察されており、前者の例では、男性から女性への暴力と、女性から男性への暴力の両方がある。
ファミリー・バイオレンスはより広い用語であり、児童虐待、高齢者虐待、その他の家族間の暴力行為も含まれることが多い。1993年、「女性に対する暴力の撤廃に関する宣言」は、DVを次のように定義した。
家庭内で起こる身体的、性的、心理的暴力であり、これには殴打、家庭内に居住する女の子に対する性的虐待、持参金に関連する暴力、夫婦間レイプ、女性性器切除、その他女性に有害な伝統的慣習、配偶者以外の間での暴力、搾取に関連する暴力が含まれる。

## 形態
DVには、身体的虐待、言語的虐待（暴言）、心理的虐待、経済的虐待、宗教虐待、生殖強制、性的虐待など、さまざまな形態がある。わかりにくいハラスメントから、夫婦間でのレイプ、首絞め、殴打、女性器切除、強酸による攻撃（アシッドアタック）等、相手の外見を損なうものから死に至る可能性のある身体的虐待まで、その暴力は多岐にわたり、ハラスメント、支配、監視のためのテクノロジーの使用も含まれる。DVは、家庭内などの密室で慢性的に行われることが多く、そのため表面化しにくい。
殺人が最もよく起こるのは親族間であり、家庭の中である。また、強姦や強制わいせつ等の性犯罪も、親族や恋人などの顔見知りが加害者であることが多く、安心・安全の場というイメージのある「家庭」は、実際のところ、安全ではなく、暴力的な場所であることも少なくない。家庭内殺人には、石打ち刑（イスラーム世界における、不倫等を理由とする法的または慣習的な私的な死刑）、ダウリー殺人（インドにおける持参金（ダウリー）不足を理由とする殺人、花嫁の焼殺等）、名誉の殺人などがあり、同居していない家族が巻き込まれることもある。2015年、イギリス内務省はDVの定義を、高圧的な支配を含むよう拡大した。
DVは強制結婚や児童婚に関連して起こることも多い。DVが行われている家庭では、高い確率で児童虐待が行われており、このような家庭で育った子供もまた、心身に深刻な影響を受ける。
暴力のある家庭で暮らす子どもは、幼少期から、脅威に対する回避性・過敏性、制御不能な攻撃性などの心理的問題を示すことが多く、直接暴力を振るわれることがなくても、DVが行われている家庭で育つこと自体が心理的虐待となり、代償的トラウマ（二次受傷）の一因となる可能性がある。また、子どもが家庭内でDVが起こっているのは自分のせいだと考え、自責の念を持っている可能性も高い。
虐待的関係では、緊張が高まり暴力行為が行われ、その後和解し、平穏な時期が訪れるという虐待のサイクルが存在する可能性がある。加害者は暴力をふるった後に謝罪したり優しく接するなどし、このように緊張と緩和が交互に繰り返されることで、外傷的絆（トラウマティック・ボンディング）という特殊な心理状態が生じ、被害者は加害者から容易に離れられなくなる。
被害者は、孤立、権力と支配、加害者との外傷的絆、文化的受容（配偶者・恋人からの暴力はあり得る、許容されると考える社会・文化を背景とする受容）、経済力の欠如、恐怖、恥の意識、あるいは、子どもを守るために、こうした状況から抜け出せなくなることがある。繰り返される虐待の結果、被害者は、自尊心の低下、無力感、抑うつ、強い閉塞感、さらには「自分は虐待されて当然だ」という思いさえ抱くこともあり、身体的障害、制御不能な攻撃性、慢性的な健康問題、精神疾患、低い経済力、健全な人間関係を築く能力の低下を経験することがある。被害者は、心的外傷後ストレス障害（PTSD）などの深刻な精神障害を経験することもある。
日本においては、虐待は以下の種類に分類される。
| 種類                     | 例 |
| ------------------------ | --- |
| 経済的暴力               | - 遊興費を著しく制限したり与えなかったりする。 - 生活費を著しく制限したり与えなかったりする。 - 無計画な買い物や借金を繰り返す。 - 家の金を持ち出す。 - 仕事を制限する。 |
| 社会的隔離               | - 電話や手紙の相手や頻度を制限する。 - 近親者を実家や友人から隔離する。 - 外出を制限する。 |
| 身体的虐待               | - 衛生を省みない（掃除や洗濯を怠る）。 - 粗末な食事や不健康な食事を頻繁に出す。 - 食事を制限したり与えない。 - 必要な冷暖房や衣服を差し控える。 - 必要な医療を差し控える。 - 物理的な暴力行為をする。 |
| 心理的虐待（精神的暴力） | - 終始行動を監視する。 - 電話や電子メールなどの通信履歴をチェックする。 - 精神的に負担となる行為を意図的に繰り返し行う。 - 無能、役立たずと蔑む。 - 他人の前で欠点をあげつらう。 - 無視する（ネグレクト）。 - 出て行けと脅す。 - インターネット上に名誉を汚す書き込みや画像の掲載をする。 - 子供や身内やペットを殺すなどと脅したり自殺をほのめかしたりする。 - 恫喝したり日常的に罵る。 - 他の種類の虐待を臭わせてコントロールする。 |
| 性的虐待                 | - 過度に嫉妬する。 - 性的必要を顧みない（性交を差し控える）あるいは逆に性交を強要する。 - 恥辱的あるいは不道徳な行為を強要する。 - 性器や性的能力について侮辱する。 - 人工妊娠中絶をさせない（中絶賛成派の場合）。 |

## DVの原因・傾向・社会的要因
DV研究者のレノア・E・ウォーカーは、加害者の男性における傾向を以下のように捉えている
- 性的役割を当然と考えている
- 病的なほど嫉妬深い
- セックスを強要する
- 自分の行動を他のもののせいにする
- 自分の暴力行為を、パートナーの言い方が悪かった、変によけたので当たり所が悪くなった、などの正当化を行なう。
- 二重人格状態を呈する（家庭内で暴力的に振舞う一方、家庭外では人当たりが良い等。ここでいう二重人格は、いわゆる解離性同一性障害とは異なる）。

男らしさ、女らしさについての偏見は「ジェンダー・バイアス」と呼称されるが、日本の東京都の調査では、性的役割分業観に肯定的な人ほど異性への性的暴力や精神的暴力に対しても寛容であるという傾向を見出している。世界保健機構（WHO）の調査でも性的役割観とDV被害の相関が指摘されている。また、同調査では、加害者は被害者に対するコントロール傾向が強いことが指摘されている。また、加害者には発達障害、およびその合併症・二次障害、たとえば自己愛性パーソナリティ障害などがみられる場合がある。そのため、加害者は何らかの精神疾患にあるとして、治療やカウンセリングの対象として捉えるアプローチも試みられている。
また、DVの社会的背景として、家父長制度、父権制あるいはそれに準じる意識が挙げられる。
シャッケルフォードとゲーツは、パートナー間でのレイプや性的強制について、男性の「寝取られ対策」として行われる戦略であるという仮説を立てて調査をした。調査の結果、親密な関係における性的強要は女性の浮気と相関し、他の男性が行う配偶者防衛戦略の行使とも相関するという結果が得られ、仮説が支持された。ただし、因果関係の特定には至らず、性的強制が浮気を生み出すのか、浮気が性的強制を生み出すのか、ということは判断できなかった。

## 被害者支援
専門家による支援機関にファミリー・ジャスティス・センター（FJC）があり、アメリカ、台湾、ロシア、ベラルーシ、ヨルダン、スウェーデン、ポーランド、イタリア、オランダ、メキシコ、イギリス、カナダ、ドイツなどで開設されている。
急性期の支援
急性期に大切なことは、被害者の安全と安心が保証される空間の確保である。次に、DVは犯罪行為であり重大な人権侵害が起きていたことを伝え、そのような人権侵害から身を守ることは正しい選択であることや、被害者側は全く悪くなく自分自身を責めなくてよいということを理解できるよう支援する。
また、被害後に心的外傷後ストレス障害 (PTSD) の症状が出やすく、そのような症状が見られた場合、しっかりとした治療を受けることが回復を早めることを伝え、本人をサポートする（「PTSD#治療」も参照）。
対話による回復
DVでは、加害者は一方的に押しつけるモノローグを発し、被害者は自分の声を発することができなくなっており、その関係を修復する上でオープンダイアローグの手法を応用できる。ただし、暴力による家族員のダメージが大きい場合、安全な対話の場を設定することの工夫や準備が必要となる。

### 支援施設
被害者の支援施設には、配偶者暴力相談支援センター、女性相談支援センター、民間のシェルター等がある。被害者の保護に関して、医師等には通報および必要な情報提供、通報を受けた警察官には必要な措置を講ずる努力義務がある。また、被害者の申し立てにより裁判所は、加害者に接近禁止命令や住居からの退去命令を出すことができる。

## 各国の状況

### アメリカ合衆国
アメリカ合衆国では1970年代後半から女性の権利闘争やいくつかの致死事件により、近親者からの暴力が耳目を集め、DVの概念がつくられた。アメリカの家庭では暴力が深刻である。アメリカでは年間200万人以上の女性がDVの深刻な被害を受けており、DVにより亡くなる女性が1日に11人であった。
アメリカでは男性に対するDVの深刻性も知られており、ミネソタ州でジョージ・ギリランドが開設したものを発端として、私営の男性専用のDVシェルターが多数存在する。

### イスラム圏
保守的イスラム教を奉ずる社会においても、他の伝統的・保守的社会同様、DVは男性の権利として一定程度認められてきた。聖典『クルアーン』第4章34節には「アッラーはもともと男と（女）の間には優劣をおつけになったのだし、また（生活に必要な）金は男が出すのだから、この点で男の方が女の上に立つべきもの。だから貞淑な女は（男にたいして）ひたすら従順に、またアッラーが大切に守って下さる（夫婦間の）秘めごとを他人に知られぬようそっと守ることが肝要。反抗的になりそうな心配のある女はよく諭し、（それでも駄目なら）寝床に追いやって（懲らしめ）、それも効かない場合は打擲（ちょうちゃく）を加えるもよい。だが、それで言うこときくなら、それ以上のことをしようとしてはならぬ。アッラーはいと高く、いとも偉大におわします。」という文言があるためである。ドイツの判事がこれを理由にイスラーム教徒の夫が妻に暴力を振るったという訴えに対し無罪を言い渡し、問題になったこともある。当該事件は再審理された。

### 韓国
大韓民国の女性部と韓国保健社会研究院の調査では、全国9847世帯中、過去一年間に身体的暴力を受けたことがある者は11.6%に達した。また、暴言・脅迫・器物破壊は33.1%に達した。また、夫婦間の性的虐待の発生率は、2004年は7.1%であったが2007年は10.5%へ増加している。
2005年に行われた韓国保健福祉省の調査では、外国人妻945人のうち14%の女性が韓国人の夫に殴られたと答えた。
2010年1月22日の中国新聞網の報道に拠れば、「韓国人と入籍し、韓国に入国する外国人妻が近年10万人を超えている」が、その半数近くがDV被害に遭っているという。外国人妻の約半数が「夫に殴られたことがある」と答えているという。韓国人の夫や夫の家族が、外国人妻に対して、「韓国語を学ばせない」「暴力を振るう」などのケースが後を絶たない。

### スイス
スイスでは、約1万人のDV被害者のうち、4分の1が男性（2017年の統計）。男性被害者向けシェルターもあり、子供連れで避難してくる入所者もいる。女性被害者は肉体的な暴力を受けることが多いのに対して、男性被害者は心理的暴力に晒されることが多い傾向がある。被害を知人らに相談しても、愛されているということだとか、自己防衛すべきだとか言われて真剣に取り合ってもらえず、自信を喪失している被害者が目立つ。自分を支配しようとする妻やパートナーへの反感などから暴力を振るうこともあり、男性被害者の4分の3はDV加害者でもある。

### 中国
中華人民共和国では、2005年時点では約3割の家庭で夫婦間暴力が起こっているという。そのうち、約7割は夫から妻に対するもので、残り3割は妻から夫に対して行われている。
要因としては、村落部では女性差別が指摘されている。また家庭内暴力は、女性が自殺する最大の原因となっている。

### 日本
日本において、DVを防止するための法律としては、DV防止法（配偶者からの暴力の防止及び被害者の保護等に関する法律）が存在する。場合によっては迷惑防止条例によって対応することもある。また、恋人などにおける行動の規制にはストーカー規制法が存在する。
日本のDV防止法は法律婚夫婦だけでなく、事実婚夫婦や離婚した元夫婦も対象にしている。さらに、DV防止法が2013年に改正され、同居中又は同居していた恋人、つまりデートDV被害者の一部も、同法に規定されている「保護命令」の対象となった。しかし、同居していない恋人は依然としてDV防止法の対象となっておらず、不備を指摘する声も多い。
配偶者間における暴力の被害者は女性である場合が多い。例えば、2019年に検挙された配偶者間における殺人、傷害、暴行事件7,784件のうち6,986件（89.7％）は女性が被害者となった事件であった。
2020年4月より、内閣府男女共同参画局はDV被害者向けに、電話即時相談サービス「DV相談ナビ」（電話番号：#8008）や、24時間の電話・メール・チャットでの相談等を受け付けているDV相談プラスを提供している。

#### 問題点
DV被害者の個人情報の漏洩
DV被害者の現住所、本籍地、勤務先、所得、資産などの情報を、秘匿しておくべき公的機関（地方公共団体、福祉事務所などの窓口担当者）が、情報端末を操作するさいにDV被害者であるとの警告表示（住基支援措置申出）の確認を怠り、DV加害者に被害者とその親族の個人情報（本籍地、現住所、氏名、生年月日、続柄、電話番号、勤務先、所得、資産情報）が記載された書類を窓口で加害者に直接手渡す、または加害者あてに送付し、加害者が被害者の元に押し掛けたり、被害者が加害者の親族や職場の同僚などから嫌がらせを受けたりする場合がある。また、これが原因で国家賠償訴訟に発展するケースもある。

#### 実態
日本においては、『令和６年におけるストーカー事案、配偶者からの暴力事案等、児童虐待事案等への対応状況について』（警察庁）と『配偶者からの暴力に関するデータ』（内閣府男女共同参画局）によれば、相談件数は下の表のとおり。なお、2020年4月20日に「DV相談プラス」が開設したため、2020年以降はDV相談プラスの相談件数を記載している。
| 年     | 警察   | 配偶者暴力相談支援センター | DV相談プラス |
| ------ | ------ | -------------------------- | ------------ |
| 2002年 | 14,140 | 35,943                     | ---          |
| 2003年 | 12,568 | 43,225                     | ---          |
| 2004年 | 14,410 | 43,225                     | ---          |
| 2005年 | 16,888 | 49,329                     | ---          |
| 2006年 | 18,236 | 58,528                     | ---          |
| 2007年 | 20,992 | 62,078                     | ---          |
| 2008年 | 25,210 | 68,196                     | ---          |
| 2009年 | 28,158 | 72,792                     | ---          |
| 2010年 | 33,852 | 77,334                     | ---          |
| 2011年 | 34,329 | 82,099                     | ---          |
| 2012年 | 43,950 | 89,490                     | ---          |
| 2013年 | 49,533 | 99,961                     | ---          |
| 2014年 | 59,072 | 102,963                    | ---          |
| 2015年 | 63,141 | 111,172                    | ---          |
| 2016年 | 69,908 | 106,367                    | ---          |
| 2017年 | 72,455 | 106,110                    | ---          |
| 2018年 | 77,482 | 114,481                    | ---          |
| 2019年 | 82,207 | 119,276                    | ---          |
| 2020年 | 82,643 | 129,491                    | 52,697       |
| 2021年 | 83,042 | 122,478                    | 54,489       |
| 2022年 | 84,496 | 122,211                    | 47,971       |
| 2023年 | 88,619 | 126,743                    | 44,972       |
| 2024年 | 94,937 | ---                        | ---          |

2024年の内訳については警察庁の統計より下記の通りとなっている。ただしこの統計は相談件数を集計したものであり、同一人物による複数回の相談や、事実関係の検証がされていない事例も含んでいる。
- 「被害者と加害者の関係」については、「婚姻関係（元含む）」が73.2%
- 「相談者の性別」については、「女性」が86.4%

裁判所による被害者の保護命令の発令は、2014年の2,528件を境に減少し、2024年は1,170件であり、約3分の2が接近禁止命令・電話等禁止命令である。しかし保護命令については、報復を恐れて申請しない被害者も多いと言われている。
婦人相談所に夫等の暴力で一時保護されている者は2018年で2,814人であり、2009年の4,681人を境に減少傾向にある。
2023年11月30日～12月24日の間に行われた『男女間における暴力に関する調査』（内閣府男女共同参画局）では
- 全体の25.1%が被害を経験
  - 女性の27.5%が被害を経験
  - 男性の22.0%が被害を経験

となっていた。
被害内容については、
- 身体的暴行[注釈 2] 女性15.0%、男性11.5%
- 心理的攻撃[注釈 3] 女性19.9%、男性15.5%
- 経済的圧迫[注釈 4] 女性9.1%、男性6.1%
- 性的強要[注釈 5] 女性10.6%、男性1.1%

また、「別居後も追跡をされた事がある」「（別居したことにより）収入が不安だ」なども報告されている。
被害相談をした割合は、全体で52.8%、女性は60.6%、男性は39.9%であった。法務総合研究所が発表した「第６回犯罪被害実態（暗数）調査」によると、被害を警察に申告した割合は約16.7%であり、大半は申告していない実態がある<。
被害者数に地域差があり沖縄県などDVが多い地域もある。
2025年6月5日の警察庁の発表では、配偶者らパートナーからの暴力(DV)の相談件数は2024年は9万4,937件あり、DV防止法が施行された2001年以降で最多。男性の被害者が年々増え、全体の約3割を占めている。警察庁は、男性が被害を訴えやすい社会的環境の変化が背景にあるとみている。DVの相談は前年から7.1％増え、21年連続で増加した。被害者と加害者は、20～40代がそれぞれ2割超を占めた。被害者のうち男性の割合はこの15年間で増加を続け、1.8％から29.7％に増えた。事件として摘発したのは8,421件。暴行と傷害が9割近くで、保護命令違反での摘発は69件。

### ポルトガル
ポルトガルでは、50%前後の女性が、夫や同棲相手から暴力を受けたと述べている。こういった事態を受け対策が進められている。

### ヨーロッパ
ヨーロッパのDVは深刻で、16歳から44歳までのヨーロッパ人女性の身体障害や死亡の原因として、病気や事故を抜いてトップである（『アンリオン報告書』フランス保健省 2001年2月）。

### ロシア
ロシアのDVも上記同様深刻である。ロシア内務省の報告では年間3万4千人以上の女性がDV被害に遭う。アムネスティ・インターナショナルによると、ロシアでは一時間に一人の女性が不自然な死に方をする。2009年にDV被害にあった子供は10万8千人であり、2,000人が死亡した。虐待から逃れて路上生活者となった子供は約10万人である。